# Ronifibrat
Ronifibrat (łac. Ronifibratum) – organiczny związek chemiczny stosowany jako lek z grupy fibratów.
Ronifibrat, podobnie jak inne leki z grupy fibratów jest agonistą receptorów aktywowanych przez proliferatory peroksysomów typu alfa (PPAR-α) i klinicznie służy do obniżania poziomu cholesterolu we krwi.